# Hyposthenurie
Bei der nach Sándor Korányi so genannten Hyposthenurie (von griechisch σθένος sthénos, deutsch ‚Stärke‘) ist die Konzentrationsleistung der Nieren derart eingeschränkt, dass diese den Urin nicht im physiologischen Umfang (spezifisches Gewicht 1,005 bis 1,040 g/ml) verdünnen oder konzentrieren können. Bei einer Hyposthenurie liegen die maximale Verdünnungsleistung bei einem spezifischen Gewicht von 1,008 g/ml und die maximale Konzentrationsleistung bei einem spezifischen Gewicht von 1,020 g/ml.
Typische Ursachen sind:
- die postobstruktive Polyurie (vermehrte Harnbildung nach Verlegung der Harnwege und damit fehlender Möglichkeit der Nieren, Urin auszuscheiden)
- der Diabetes insipidus centralis (Mangel an Antidiuretischem Hormon, ADH)
- der Diabetes insipidus renalis (nierenbedingt fehlende Wirksamkeit des ADH)
- Einnahme von Medikamenten, die als ADH-Antagonisten wirken (sog. Vaptane).
- der Primäre Hyperaldosteronismus (Conn-Syndrom)